# Coppa Agostoni 2015
La Coppa Agostoni 2015, sessantanovesima edizione della corsa e valida come evento dell'UCI Europe Tour 2015 classe 1.1, si svolse il 16 settembre 2015 su un percorso di 198,2 km. La vittoria fu appannaggio dell'italiano Davide Rebellin, che completò il percorso in 5h04'28", precedendo i connazionali Vincenzo Nibali e Niccolò Bonifazio.
Sul traguardo di Lissone 35 ciclisti portarono a termine la competizione.

## Squadre e corridori partecipanti
| N.      | Cod. | Squadra                     |
| ------- | ---- | --------------------------- |
| 1-8     | LAM  | Lampre-Merida               |
| 11-18   | AST  | Astana Pro Team             |
| 21-28   | ITA  | Italia                      |
| 31-38   | AND  | Androni Giocattoli-Sidermec |
| 41-48   | BAR  | Bardiani-CSF                |
| 51-58   | BOA  | Bora-Argon 18               |
| 61-68   | BSE  | Bretagne-Séché              |
| 71-78   | CJR  | Caja Rural-Seguros RGA      |
| 81-88   | CCC  | CCC Sprandi Polkowice       |
| 91-97   | MTN  | MTN-Qhubeka                 |
| 101-108 | NIP  | Nippo-Vini Fantini          |
| 111-118 | RVL  | RusVelo                     |
| 121-128 | STH  | Southeast                   |

| N.      | Cod. | Squadra                |
| ------- | ---- | ---------------------- |
| 131-138 | COL  | Colombia               |
| 141-148 | TNN  | Team Novo Nordisk      |
| 151-158 | WGG  | Wanty-Groupe Gobert    |
| 161-168 | UNI  | Unieuro-Wilier         |
| 171-178 | AZT  | D'Amico-Bottecchia     |
| 181-187 | VHS  | MG.K Vis-Vega          |
| 191-198 | IDE  | Team Idea 2010 ASD     |
| 201-208 | GMC  | GM Cycling Team        |
| 211-218 | ROT  | Roth-Škoda             |
| 222-228 | AMO  | Amore & Vita-Selle SMP |
| 231-236 | SGT  | Team Stuttgart         |
| 241-248 | MKT  | Meridiana-Kamen Team   |

## Ordine d'arrivo (Top 10)
| Pos. | Corridore           | Squadra       | Tempo    |
| ---- | ------------------- | ------------- | -------- |
| 1    | Davide Rebellin     | CCC           | 5h04'28" |
| 2    | Vincenzo Nibali     | Astana        | s.t.     |
| 3    | Niccolò Bonifazio   | Lampre-Merida | s.t.     |
| 4    | Giacomo Nizzolo     | Italia        | s.t.     |
| 5    | Sonny Colbrelli     | Bardiani-CSF  | s.t.     |
| 6    | Andrea Pasqualon    | Roth-Škoda    | s.t.     |
| 7    | Simone Ponzi        | Southeast     | s.t.     |
| 8    | Maciej Paterski     | CCC           | s.t.     |
| 9    | Enrico Gasparotto   | Wanty         | s.t.     |
| 10   | Antonino Parrinello | D'Amico       | s.t.     |